# Trachypithecus melamera
El langur del estado Shan (Trachypithecus melamera) es una especie de primate catarrino de la familia Cercopithecidae. Se encuentra en Birmania y en el sudoeste de China.
Las montañas Karen separaron al langur del estado Shan del langur de Popa (Trachypithecus popa) en Birmania. No obstante, los científicos piensan que podría haberse producido alguna hibridación entre ambas especies.

## Descripción
Los monos alcanzan una longitud del tronco de la cabeza de 50 a 60 cm y un peso de 7 a 8 kg, siendo los machos un poco más grandes que las hembras. La parte posterior de las gafas de langur del estado Shan es de color variable, desde marrón grisáceo a gris con un tinte de color tostado, que no se encuentra en otros langures con cresta. El color de la espalda no está claramente demarcado del lado blanquecino o gris claro del abdomen. Las manos y los pies son negros. Los antebrazos no son más oscuros que la parte superior de los brazos. No hay una cabellera erguida, pero hay un remolino de cabello inmediatamente por encima de las cejas. Los pelos de las mejillas se dirigen hacia adelante. En contraste con las cabezas en forma de rombo del langur de  Phayre (T. phayrei) y el langur de Popa (T. popa), la cabeza del langur del estado Shan es redonda. Alrededor de la boca hay una zona blanquecina sin pigmentos, que es relativamente grande en el langur del estado Shan. Los círculos blancos debajo de los ojos típicos de los langur de espectáculo (grupo T. obscurus) solo se forman en los lados internos de los ojos por encima de la nariz en el langur del estado Shan. El cráneo del langur del estado Shan es más corto que el del langur de Popa y los dientes son más pequeños.

## Taxonomía
La especie fue descrita por primera vez como Presbytis melamera por el zoólogo estadounidense Daniel Giraud Elliot y la descripción publicada en The Annals and Magazine of Natural History: Zoology, Botany and Geology 8(4): 267-268 en 1909.
Hasta el 2020 se había considerado como una subespecie de Trachypithecus phayrei. Ese año, Christian Roos et al. a partir de estudios filogenéticos, ascendieron al langur del estado Shan al rango de especie.
Sinonimia
- Presbytis melamera Elliot, 1909
- Pithecus shanicus Wroughton, 1917
- Trachypithecus phayrei subsp. shanicus Wroughton, 1917
- Trachypithecus obscurus subsp. shanicus Wroughton, 1917